# Rhynchozoon tubulosum
Rhynchozoon tubulosum är en mossdjursart som först beskrevs av Walter Douglas Hincks 1880.  Rhynchozoon tubulosum ingår i släktet Rhynchozoon och familjen Phidoloporidae. Inga underarter finns listade i Catalogue of Life.